# Thiago Nardin
Thiago Nardin, né le 8 juillet 1988, est un coureur cycliste brésilien.

## Palmarès sur route

### Par année
- 2009
  - 2e du championnat du Brésil du contre-la-montre espoirs
- 2010
  -  Champion du Brésil du contre-la-montre espoirs
- 2012
  - Giro Memorial Atribuna :
    - Classement général
    - 1re étape (contre-la-montre)

  - 100Km. de Itapetininga
- 2013
  - 100Km. de Brasília
- 2014
  - 3e du championnat du Brésil sur route
- 2015
  - 2e étape du Tour du Goiás
  - 3e du Torneio de Verão

### Classements mondiaux
| Année            | 2011 | 2012 | 2013 | 2014 | 2015 | 2016 |
| ---------------- | ---- | ---- | ---- | ---- | ---- | ---- |
| UCI America Tour | 326e | 131e | 249e | 168e | 250e | 604e |

## Palmarès sur piste

### Championnats panaméricains
- Mexico-Tlaxcala 2009
  -  Médaillé d'argent de l'américaine
- Mar del Plata 2012
  -  Médaillé d'argent de la poursuite par équipes
  -  Médaillé d'argent de l'américaine

### Championnats nationaux
- 2014
  - 3e du championnat de Brésil de poursuite